# لارگو (کالیفرنیا)
لارگو (به انگلیسی: Largo) یک منطقهٔ مسکونی در ایالات متحده آمریکا است که در شهرستان مندوسینو، کالیفرنیا واقع شده‌است. لارگو ۱۵۹ متر بالاتر از سطح دریا واقع شده‌است.